# مضحي الدوسري (دراج)
مضحي الدوسري (مواليد 8 أبريل 1976) هو دراج سعودي سابق. نافس في حدثين هما دورة الألعاب الأولمبية الصيفية 1988 ودورة الألعاب الأولمبية الصيفية 1992.
عمل في الاتحاد السعودي للدرجات الهوائية كامدرب ومساعد مدرب من عام 1998 - 2018.[بحاجة لمصدر]

## روابط خارجية
- مضحي الدوسري على موقع إحصائيات الدراجات الإحترافية (الإنجليزية)
- مضحي الدوسري على موقع أوليمبيديا (الإنجليزية)